# Konungs skuggsjá

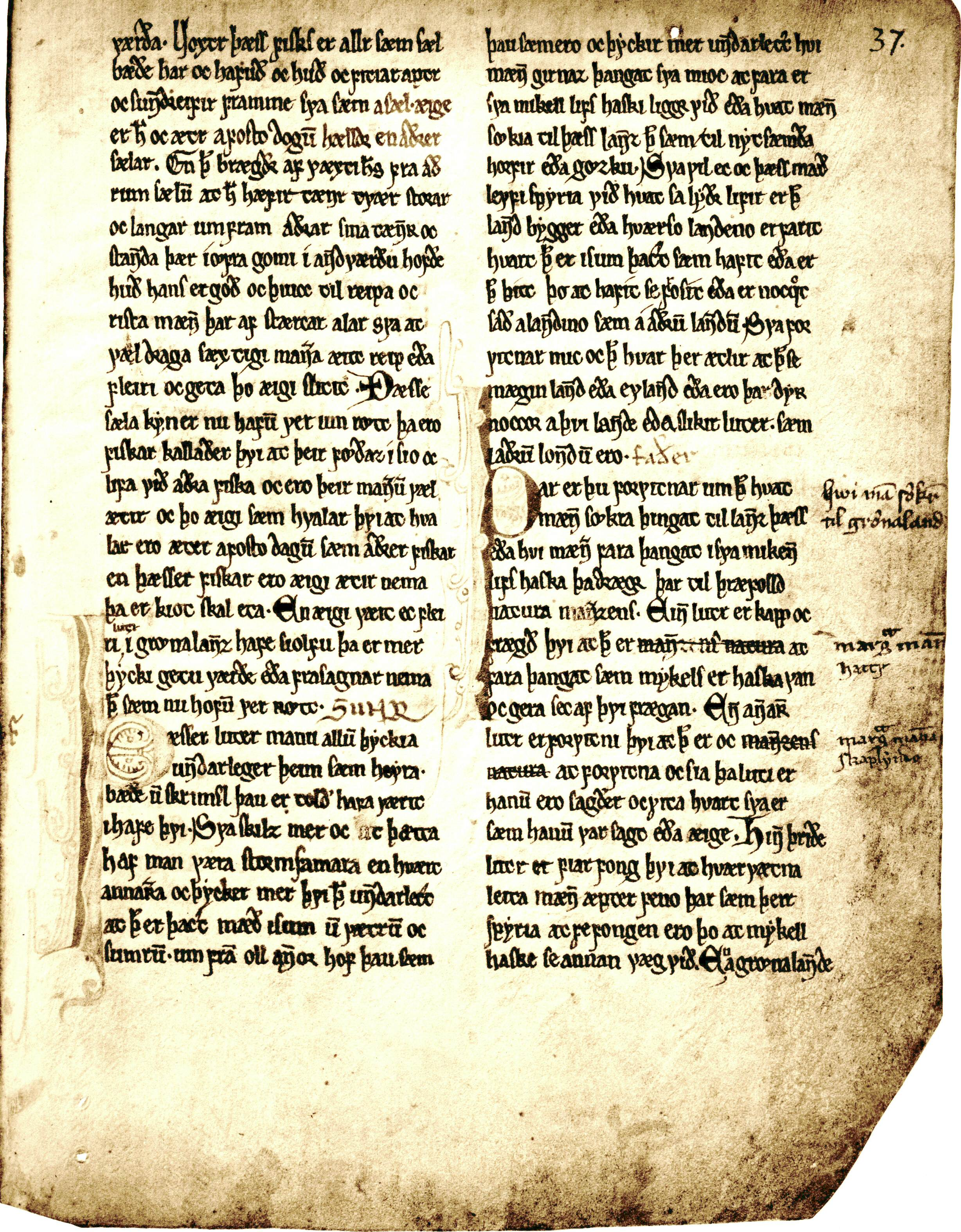
Pàgina de la Konungsskuggsjá

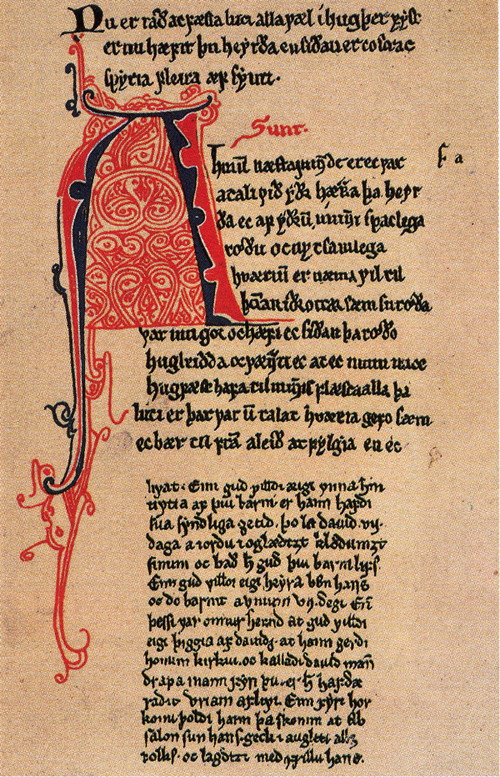
Una altra pàgina de la Konungsskuggsjá

La Konungsskuggsjá (en nòrdic antic 'El mirall del rei'; llatí: Speculum regale, noruec: Kongsspegelen (Nynorsk) o Kongespeilet (Bokmål)) és un text anònim noruec escrit al voltant de 1250, un exemple de la literatura didàctica dels miralls o compendis didàctics. El seu autor justifica el títol en el primer capítol de l'obra. Fou escrit originàriament per a l'educació del rei Magnus Lagabøte, fill d'Håkon Håkonsson, i té la forma de diàleg entre pare i fill. El fill pregunta i el pare li dona consells sobre temes diferents com el comerç, l'hird, el comportament cavalleresc, estratègia i tàctiques. Algunes parts de la Konungsskuggsjá se centren en la relació entre l'Església i l'estat i d'altres es basen en impostos marins i comerç.

## Forma i continguts
Els setanta capítols del text estan formats per un pròleg i dues parts principals, de les quals, la segona es pot subdividir en dues seccions, una de centrada en la cort del rei i una altra, més específica, en la justícia del rei. En el pròleg, el narrador explica què són els mercaders, els cortesans, els clergues i els pagesos, tot i que bàsicament només es dedica a les dues primeres classes. Sembla possible que els dos darrers capítols del conjunt fossin originàriament pensats per al tractament del clergat.

## Remarques
1. ↑  És millor escriure el nom aglutinat, d'acord amb l'ús de l' Ordbog over det norrǀne prosasprog Arxivat 2014-07-27 a Wayback Machine., que li dona entrada sota la variant konungsskuggsjón. L'ortografia islandesa moderna també exigeix d'escriure'l aglutinadament: konungsskuggsjá.